# Khổng Tước (chòm sao)
Chòm sao Khổng Tước 孔雀, (tiếng La Tinh: Pavo) là một trong 88 chòm sao hiện đại, mang hình ảnh con công.
Chòm sao này có diện tích 378 độ vuông, nằm trên thiên cầu nam, chiếm vị trí thứ 44 trong danh sách các chòm sao theo diện tích.
Chòm sao Khổng Tước nằm kề các chòm sao Nam Cực, Thiên Yến, Thiên Đàn, Viễn Vọng Kính, Ấn Đệ An.

## Thiên thể
Các thiên thể đáng quan tâm
- Sao đôi Con Công, ký hiệu α Pav, sao sáng nhất trong chòm sao.
- Cụm sao cầu NGC 6752. Nhờ khoảng cách khá gần Hệ Mặt Trời, cụm sao cầu này có kích thước biểu kiến lớn thứ ba chỉ sau ω Cen và 47 Tuc.
- Thiên hà xoắn ốc NGC 6744